# Pomadasys incisus
Il Pomadasys incisus Bowdich, 1825, noto in italiano come grugnitore bastardo, è un pesce osseo marino della famiglia Haemulidae.

## Distribuzione e habitat
È presente nell'Oceano Atlantico orientale lungo le coste africane ed è stato trovato, piuttosto occasionalmente, nel mar Mediterraneo, dove è noto sia dal bacino occidentale (Algeria, Tunisia, Spagna e Francia meridionali) che da quello orientale (Egitto, isole greche, Medio Oriente). Nei mari italiani è raro, ma negli ultimi anni le segnalazioni si stanno moltiplicando, dal mar Tirreno settentrionale alle acque del sud Italia e nei mari del centro Italia stanno prendendo piede al posto delle mormore.
Vive in acque piuttosto basse sia su sabbia che su roccia, più comune nelle zone di transizione tra i due fondali.

## Descrizione
Appare a prima vista simile ai pesci della famiglia Sparidae come i pagelli,  lo sparaglione o l'orata ma si può distinguere per la bocca molto piccola posta in basso, il profilo dorsale molto arcuato e quello ventrale molto più rettilineo, la pinna dorsale con un'incisione mediana che separa la parte spinosa da quella molle e la pinna anale corta.
Il corpo ha brillanti riflessi argentei, è marrone chiaro o giallastro con talvolta macchie scure poco visibili. Le pinne hanno colore giallo chiaro. L'opercolo branchiale ha il margine scuro.
Misura al massimo 50 cm ma di solito non supera i 30.

## Biologia
Vive in fitti banchi. Si ciba di invertebrati bentonici.
Come molti componenti della famiglia può emettere suoni simili a grugniti quando estratto dall'acqua.

## Pesca
Viene catturato occasionalmente con lenze e sempre più frequentemente dalla spiaggia con pesca a fondo soprattutto nelle ore notturne o reti da posta, le carni sono commestibili.